# Lluís Sintes
Lluís Sintes es un barítono español, nacido en Mahón.

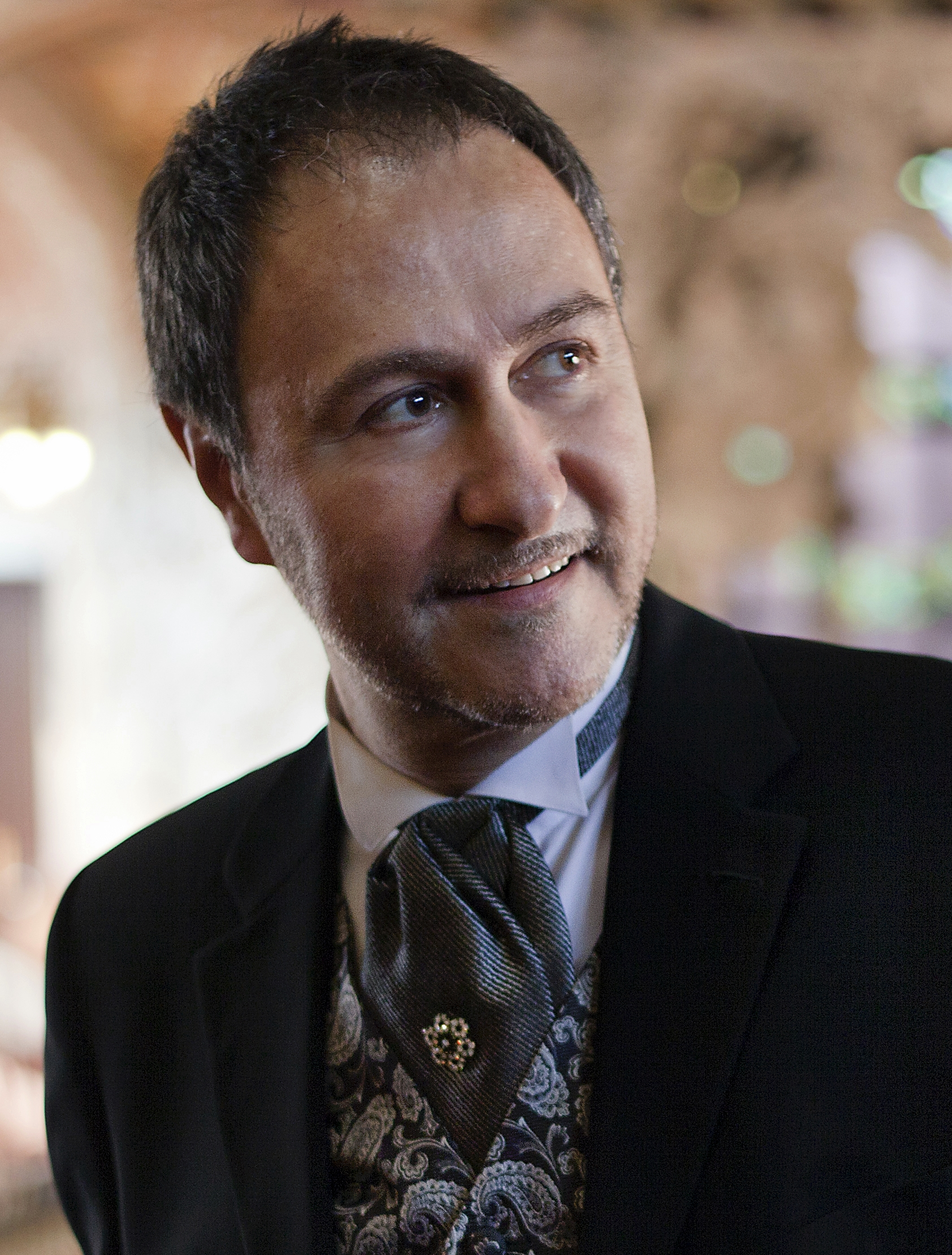
Lluís Sintes, baríton, actor, poeta

Se formó en el Orfeón Mahonés dedicándose al canto y al teatro. Estudió con Jaime Francisco Puig (maestro de canto de Jaime Aragall, Vicente Sardinero o José Carreras.
Sintes ha cantado en el Gran Teatro del Liceo (Barcelona), Concertgebouw (Ámsterdam), Gran Teatro (Shanghái), Vienna Hall Fuchu (Tokio), etc. Ha estrenado obras de importantes autores como Benguerel, Mestres Quadreny, Rodríguez Picó, Amargós, Guinovart, Blanquer, Brotons.

## Discografía
Entre sus discos destacan
- García Lorca, canciones y poemas[1]
- Requiem a Salvador Espriu de Xavier Benguerel.http://www.auditori.cat/ct/auditori/oferta_musical/auditori_obc/discografia_detall.aspx?discografiaId=103
- El Timbaler del Bruc de Cohí Grau.[2]
- El Paradís de les Muntanyes de Jesús Rodríguez Picó.[3]
- Ave María, romanticismo sacramental en la Menorca del siglo XIX.[4]

## Premios
- "Lira de Oro" (máximo galardón que concede el Orfeón Mahonés - 2003).
- "Premio Nacional Eugenio Marco" (Ajuntament de Sabadell - Amics de l'Opera Sabadell 1990)
- "1.er Premio Mejor Voz Masculina" (Certamen Nacional de Zarzuela Villa de Petrer 1989).
- "1.er Premio Mejor Actor" (Certamen Nacional de Zarzuela Villa de Petrer 1989).